# Lars-Erik Hansson
Lars-Erik Hansson, švedski rokometaš, * 16. junij 1959.
Leta 1984 je na poletnih olimpijskih igrah v Los Angelesu v sestavi švedske rokometne reprezentance osvojil 5. mesto.